# Laverne (Oklahoma)
Laverne es un pueblo ubicado en el condado de Harper en el estado estadounidense de Oklahoma. En el año 2010 tenía una población de 1724 habitantes y una densidad poblacional de 907,37 personas por km².

## Geografía
Laverne se encuentra ubicado en las coordenadas 36°42′29″N 99°53′50″O / 36.70806, -99.89722 (36.708137, -99.897106).

## Demografía
Según la Oficina del Censo en 2000 los ingresos medios por hogar en la localidad eran de $32,222 y los ingresos medios por familia eran $38,984. Los hombres tenían unos ingresos medios de $31,667 frente a los $20,000 para las mujeres. La renta per cápita para la localidad era de $20,424. Alrededor del 13.0% de la población estaban por debajo del umbral de pobreza.